# Santa Maria dos Anjos (título cardinalício)
Santa Maria dos Anjos (em latim, S. Mariae Angelorum in Thermis) é um título cardinalício instituído em 15 de maio de 1565, pelo Papa Pio IV. Era conhecido antes como Santa Maria degli Angeli in Thermis e a sua igreja pertencia a ordem dos Cartusianos. Sua igreja titular é Santa Maria degli Angeli e dei Martiri.

## Titulares protetores
- Giovanni Antonio Serbelloni (1565-1570)
- Prospero Pubblicola Santacroce (1570-1574)
- Giovanni Francesco Commendone (1574-1584)
- Mark Sittich von Hohenems (1577 - 1578)[3]
- Simeone Tagliavia d'Aragonia (1585-1592)
- Frederico Borromeu (1593-1631)
- Ernest Adalbert von Harrach (1632-1644)
- Marzio Ginetti (1644-1646)
- Niccolò Albergati-Ludovisi (1646-1666)
- Virginio Orsini (1666-1667)
- Antonio Bichi (1667-1687)
- Raimondo Capizucchi (ou Capisucchi), O.P. (1687-1691)
- Etienne Le Camus (1691-1707)
- Giuseppe Vallemani (1707-1725)
- Melchior de Polignac (1726-1741)
- Camilo Cybo (1741-1743)
- Giovanni Battista Spínola (1743-1751)
- Girolamo Bardi (1753-1761)
- Filippo Acciajuoli (1761-1766)
- Giovanni Ottavio Bufalini (1766-1782)
- Guglielmo Pallotta (1782-1795)
- Ignazio Busca (1795-1803)
- Filippo Casoni (1804-1811)
- Vacante (1811-1816)
- Giuseppe Morozzo Della Rocca (1816-1842)
- Mario Mattei (1842-1844)
- Domenico Carafa della Spina di Traetto (1844-1879)
- Lajos Haynald (1879-1891)
- Anton Josef Gruscha (1891-1911)
- Gennaro Granito Pignatelli di Belmonte (1911-1915)
- Alfonso Mistrangelo, Sch.P. (1915-1930)
- Jean-Marie-Rodrigue Villeneuve, O.M.I. (1933-1947)
- Vacante (1947-1953)
- Paul-Émile Léger, P.S.S. (1953-1991)
- William Henry Keeler (1994-2017)
- Anders Arborelius, O.C.D. (2017 - atual)